# Los clarines del miedo
Los clarines del miedo es una película española de 1958 ambientada en el mundo de los toros, dirigida por Antonio Román y protagonizada por Francisco Rabal.
El guion fue escrito por Antonio Vich y Ángel María de Lera sobre una novela de este último del mismo título.

## Argumento
La película se ambienta en un pequeño pueblo castellano donde va a celebrarse una corrida de toros. Dos toreros desconocidos, uno veterano y desencantado (Francisco Rabal) y otro novato y lleno de ilusión (Rogelio Madrid) esperan llenos de miedo e incertidumbre a que llegue la hora de la lidia en un pueblo donde, por supuesto, no hay hospital.
El joven torero muere de una cornada y el veterano consigue un inesperado triunfo, pero a la hora de cobrar, rechaza el dinero.

## Reparto
- Francisco Rabal
- Rogelio Madrid
- Silvia Solar
- José Marco Davó
- Manuel Luna
- Rosita Valero
- Luis Roses
- Francisco Bernal
- Manuel Braña
- Mario Morales